# Cerco de Petra (550–551)
O Cerco de Petra de 550–551 foi conduzido pelos bizantinos sob o comando do general Bessas contra a guarnição sassânida em Petra, Lázica, durante a Guerra Lázica. Os reforços sassânidas não chegaram a tempo e Petra caiu após um longo cerco. Suas fortificações também foram desmanteladas para garantir que essa fortaleza estratégica nunca mais fosse usada pelos sassânidas.

## Antecedentes
Após o fracasso de Dagisteu em seu cerco de Petra em 549, o imperador Justiniano I (r. 527–565) substituiu-o por Bessas como o mestre dos soldados da Armênia, uma decisão que foi criticada pelos bizantinos devido à velhice deste último e o registro "inglório" durante o saque de Roma em 546.

## Cerco

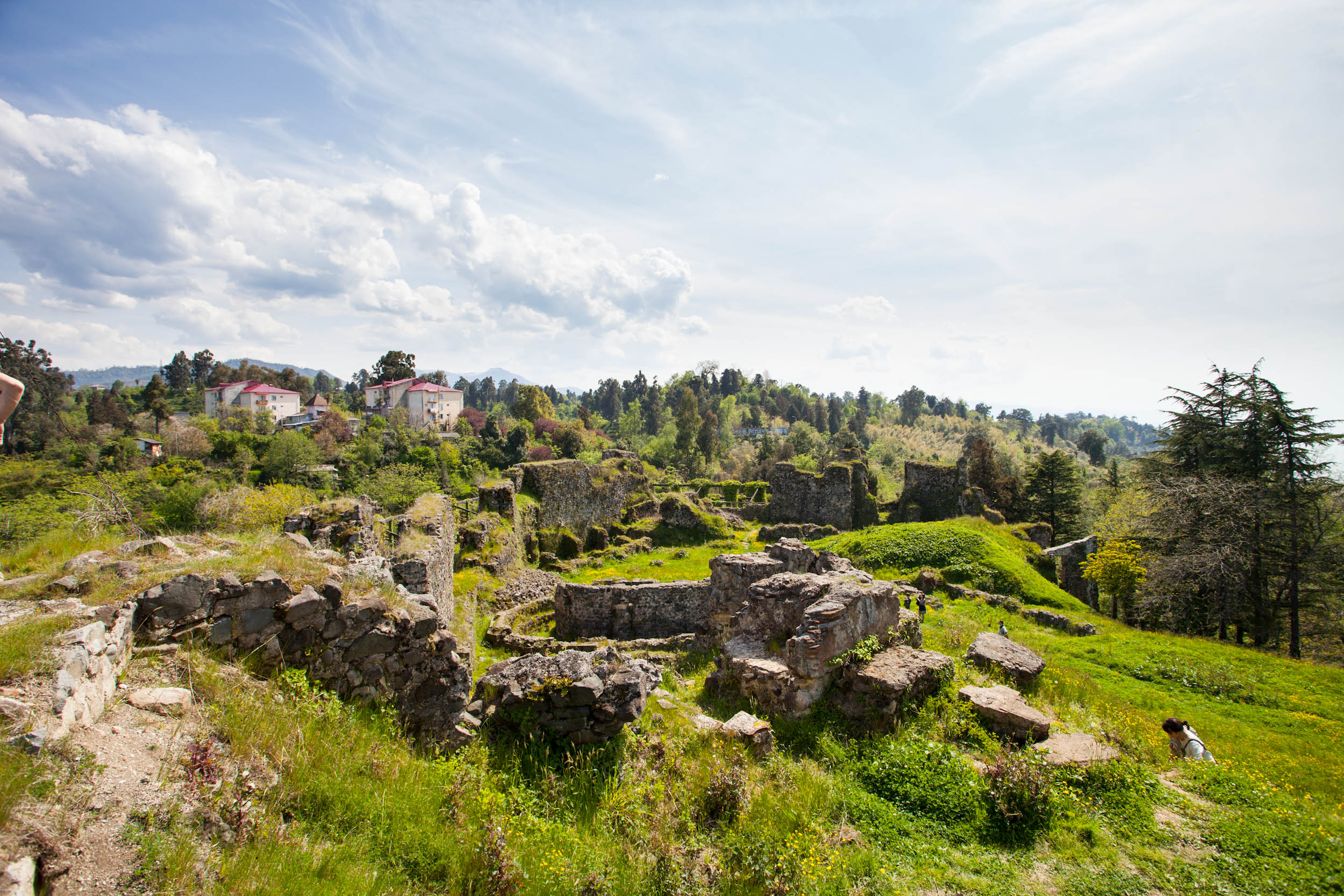
Ruínas de Petra

Os bizantinos sob Bessas, aliados com sabires, totalizando seis mil soldados, sitiaram Petra em 550. A guarnição sassânida, totalizando 2 600, teria sido "corajosa e resoluta", prolongando o cerco por mais de um ano. Durante os combates, os sassânidas usaram potes de fogo contendo enxofre e betume. Mermeroes e seu exército de cavalaria e oito elefantes estavam a caminho para mais uma vez aliviar o cerco a Petra, mas desta vez era tarde demais. Bessas finalmente conseguiu capturar a fortaleza na primavera de 551. De acordo com Procópio, ele atacou pessoalmente as muralhas em um ato de coragem apesar de sua velhice. Uma pequena força sassânida remanescente na acrópole recusou sua oferta de rendição, e Bessas ordenou que a cidadela fosse incendiada. Uma grande quantidade de suprimentos e equipamentos sassânidas foi capturada, mostrando que os sassânidas pretendiam manter a cidade em suas mãos. Bessas então desmantelou o forte, por ordem do imperador.

## Rescaldo
Após a queda de Petra, Mermeroes dirigiu sua força contra os fortes bizantinos na área, capturando Sarapanis e Escanda. Aliado a quatro mil sabires, tentou capturar a principal fortaleza bizantina em Arqueópolis, mas, embora os soldados de infantaria dailamitas e os elefantes de guerra fossem taticamente eficazes, o ataque acabou sendo malsucedido, pois muitas de suas forças morreram devido à falta de suprimentos.